# Мартін Грассе
Мартін Грассе (нім. Martin Grasse; 10 листопада 1912, Шлаубегаммер — 28 січня 1945, Свінемюнде) — німецький офіцер-підводник, оберлейтенант-цур-зее резерву крігсмаріне.

## Біографія
1 жовтня 1936 року вступив на флот. Після проходження навчання з 1 січня 1937 року служив в 1-й флотилії R-катерів. 30 вересня 1937 року звільнений у відставку. 3 вересня 1939 року призваний на флот. З липня 1941 року — вахтовий офіцер і командир човна 16-ї флотилії форпостенботів. З 29 березня по 25 вересня 1943 року пройшов курс підводника, З 26 вересня по 15 жовтня — курс позиціонування (радіовимірювання), з 16 жовтня по 1 грудня — курс командира підводного човна. 7 грудня 1943 року направлений на будівництво підводного човна U-1168. З 19 січня 1944 року — командир U-1168. В липні 1944 року направлений на будівництво U-3511. З 18 листопада 1944 року — командир U-3511. Помер у військово-морському лазареті від природних причин.

## Звання
- Рекрут (1 жовтня 1936)
- Штурман резерву (6 лютого 1941)
- Лейтенант-цур-зее резерву (1 грудня 1941)
- Оберлейтенант-цур-зее резерву (1 вересня 1943)

## Нагороди
- Залізний хрест
  - 2-го класу (23 квітня 1940)
  - 1-го класу (1 квітня 1942)
- Нагрудний знак мінних тральщиків (січень 1942)